# Дрогобицькі оголошення
Дрогобицькі оголошення — газета рекламно-інформаційного напрямку. Друковане видання засноване 2008 року.
Регіон розповсюдження газети — Дрогобицький район Львівської області (Дрогобич, Борислав, Стебник, Трускавець та села району). Газета не розповсюджується за передплатою, а тільки у вільному продажі.
Наклад друкованого видання — 8000–10000 примірників, формат — А3, повноколірний друк, 16–24 сторінок.
Наповнення — новини регіону, статті, оголошення про купівлю та продаж, надання послуг, реклама, програма телепередач, кросворди.
Періодичність — два номери в місяць.
Газета має власний вебсайт www.drogobych.com [Архівовано 13 березня 2022 у Wayback Machine.].